# Frederic al III-lea, Duce al Austriei
Frederic al III-lea (n. 31 martie 1347 – d. 10 decembrie 1362) aparținând Casei de Habsburg, a fost duce al Austriei. După Rudolf al IV-lea a fost cel de-al doilea fiu al ducelui Albert al II-lea și al contesei Ioana de Pfirt. A murit la vârsta de 15 ani într-un accident de vânătoare și a fost înmormântat în Cripta ducală în Catedrala „Sf. Ștefan” din Viena.